# Epiactis marsupialis
Epiactis marsupialis är en havsanemonart som beskrevs av Oscar Henrik Carlgren 1901. Epiactis marsupialis ingår i släktet Epiactis och familjen Actiniidae. Inga underarter finns listade i Catalogue of Life.